# Morango-silvestre

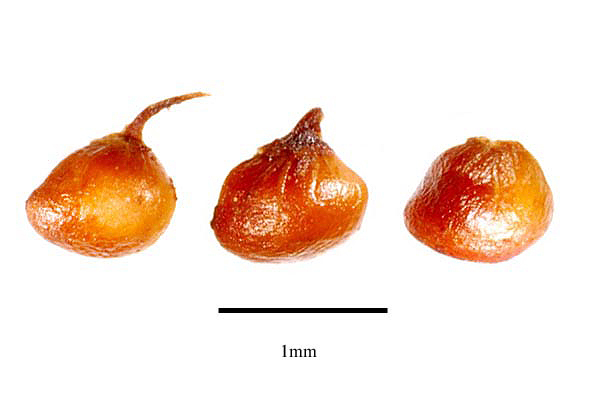
Sementes de morango-silvestre

O morango-silvestre ou morango-bravo (Fragaria vesca) é uma planta herbácea perene, que produz um pseudofruto, que é reconhecido pelo seu sabor e aroma agradável e característico.
Quanto ao tipo biológico, trata-se de um hemicriptófito. Floresce de Março a Maio.

## Taxonomia
A Fragaria vesca foi descrita por  Carlos Lineu no Species Plantarum 1: 494–495. 1753.
Quanto à etimologia, fragaria, vem do latim científico fraga, que significa «morango», ao passo que vesca também provém do latim, neste caso do étimo vescus, e significa «fino ou atenuado».

## Nomes comuns
Dá ainda pelos seguintes nomes comuns: fragária, moranga, morangueiro-silvestre e morangueiro-bravo.

## Distribuição
Está presente em grande parte da Europa, incluindo o Norte de Portugal, sendo subespontâneo em regiões de clima temperado.

### Portugal
Trata-se de uma espécie presente no território português, nomeadamente em Portugal Continental e nos arquipélagos dos Açores e da Madeira.
Designadamente, no que toca a Portugal Continental, encontra-se presente em todas as zonas do Noroeste e do Nordeste; na Terra Quente e na Terra Fria transmontanas: em todas as zonas do Centro do país; no Sudoeste montanhoso; no Barrocal Algarvio, no Barlavento e no Sotavento.

## Ecologia
Pode ser encontrado, entre outras espécies herbáceas, nas cercanias ou no subcoberto de florestas e bosques de caducifólias, privilegiando os abixeiros. 